# Poa pratensis ssp. irrigata
Poa pratensis ssp. irrigata là một phân loài cỏ trong họ hòa thảo, thuộc chi poa.